# أبيمديون أقطع
أبيمديون أقطع (الاسم العلمي: Epimedium truncatum) هو نوع من النباتات يتبع جنس الأبيمديون من الفصيلة البرباريسية.